# Йоппен, Эгон
Эгон Йоппен (нем. Egon Joppen; 25 апреля 1926) — немецкий шахматист.
В составе сборной ФРГ участник 11-й Олимпиады в Амстердаме (1954).

## Спортивные достижения
| Год  | Город     | Турнир         | + | − | = | Результат | Место |
| ---- | --------- | -------------- | - | - | - | --------- | ----- |
| 1954 | Амстердам | 11-я Олимпиада | 5 | 1 | 5 | 7½ из 11  |       |